# Professional Darts Corporation
Professional Darts Corporation (PDC) – organizacja dartowa powstała w 1992 roku w Wielkiej Brytanii, wskutek wystąpienia czołowej grupy graczy zrzeszonych w powstałej wcześniej organizacji British Darts Organisation.

## Turnieje PDC
Professional Darts Corporation w kalendarzu swoich sezonów uwzględnia wiele turniejów, najważniejsze z nich to: PDC World Darts Championship, World Matchplay, UK Open, Grand Slam of Darts, Premier League Darts oraz wiele innych. Większość z nich jest rozgrywana na terenie Wielkiej Brytanii, Holandii oraz Niemiec. Turnieje dzielą się na dwa rodzaje: rankingowe i nierankingowe. W turniejach rankingowych nagroda, którą dany darter zwyciężył, zalicza się do rankingu PDC Order Of Merit, w którym o miejscu w klasyfikacji decyduje suma wygranych pieniędzy (w funtach). Natomiast Turnieje nierankingowe nie zaliczają się do wyżej wymienionego rankingu. 

## Historia
PDC powstało po sprzeciwie czołowych darterów z powodu braku transmitowania przez BDO zawodów – jedynym turniejem, który można było zobaczyć w telewizji było PDC World Darts Championship. Wówczas w 1992 roku 16 czołowych zawodników z Organizacji BDO wraz z sponsorami i promotorami sportu w postaci Dicka Allixa oraz Tommiego Cox'a utworzyli nową organizację darta o nazwie World Darts Council w skrócie WDC. 5 lat później w 1997 roku WDC postanowiło zmienić swoją nazwę na Professional Darts Corporation w skrócie PDC i tą nazwą organizacja funkcjonuje do teraz (2022).

## Prawa transmisyjne
Brytyjsko-irlandzka firma Sky Group zakupiła prawa do turniejów PDC, które regularnie transmituje na kanale Sky Sports. Turnieje są transmitowane na terenie Wielkiej Brytanii oraz Irlandii. Jednakże z czasem turnieje PDC były transmitowane w takich krajach jak: Niemcy, Holandia, Japonia, Singapur, Węgry, Południowa Afryka, Polska. Do 2016 roku BBC transmitowało tylko i wyłącznie turnieje BDO, a przede wszystkim BDO World Darts Championship jednak w tym roku porzucili po 38 latach turniej Mistrzostw Świata BDO i zakupili prawa do nowo powstałych rozgrywek PDC – Champions League of Darts i był to pierwszy turniej PDC transmitowany w BBC.